# 名古屋モスク (1936年-1945年)
名古屋モスク（なごやモスク）は、かつて日本の愛知県名古屋市にあったモスク。名古屋在住のタタール人コミュニティによって1935年に建設が開始され、1936年に完成した。このモスクは神戸モスクに次ぐ日本で2つ目のモスクであったが、太平洋戦争末期の1945年5月14日、名古屋大空襲によって焼失した。戦前存在していたモスク3つの内の1つ（他2つは神戸、東京）。

## 名称
名古屋モスクの落成式において配布された冊子においては「名古屋イスラム敎會」、「名古屋イスラム敎院」また、「名古屋トルコ・タタールイスラム敎會」という表記があった。また、モスクの近所の住民は「ノア」または「ノワ」と呼称していたという。

## 歴史

### 背景
1921年頃からタタール人の日本への移住が始まった。タタール人は東京や神戸をはじめとする日本各地に定着した。名古屋においても1923年から1925年頃よりタタール人の定着が始まり、1928年頃にはおよそ50人のタタール人が名古屋に居住していた。
そのタタール人の中で1926年、ソビエト連邦において信教の自由を奪われたタタール系トルコ人10家族が名古屋に移住していた。1931年3月にそのタタール人によって、ムスリムの親睦団体として名古屋回教徒団が結成された。この名古屋回教徒団は「会計担当のサイドガリエフの居宅を礼拝所とし、毎週の金曜礼拝と毎日5回の礼拝とを行っていた」とされ、日本イスラム史として初のムサッラーとも言われている。その後、名古屋回教徒団は活動を停止し、1934年にイデル・ウラル・タタール文化協會が設立され、名古屋回教徒団のメンバーのほとんどがそのまま協会の会員となった。協会の本部は当初は名古屋市西区北押切天神山にあった「イスラム學校」に置かれていたが、1936年には東区今池町3丁目に置かれていた。吉田 (2013b)は、東区今池町3丁目がタタール人コミュニティの中心となったと推測している。

### 名古屋モスクの建設
モスクの建設に向けた動きは1935年に始まった。3月9日に建設委員会が設立され、8月には30平方メートルの土地を1,500円で購入した。重親 (2003)によると、この土地は当初織物商が所有していたが、商売がうまくいかなかったため分譲されたものだったという。1936年1月18日には建築許可が下りたが、名古屋在住のタタール人では資金確保が難しく、寄付金もわずかであったため同年の半ばには建設は一時中断した。
そこで神戸在住のタタール人であり、かつて神戸トルコ・タタール協会の会長も務めていたアグルジという人物から1,000円の借り入れを行った。これによって8月25日には建設は再開し、9月4日に定礎式が行われた。そして11月中旬に名古屋モスクが完成した。これは1935年に完成した神戸モスクに次ぐ日本で2つ目のモスクであった。
1937年1月22日に名古屋モスクの落成式が行われた。落成式にはおよそ100人のタタール人のほか、エジプトやトルコ、アフガニスタン、イランやインドなどのムスリム、また、極東イデル・ウラル・トルコ・タタール文化協会本部副会長であったギザトウリンや東洋トルコ・タタール文化協会の宗教委員長であったイマム・シャグダニが参列した。また、日本人では名古屋商工会議所会頭であった青木鎌太郎、名古屋高等商業学校の名誉教授であった渡辺龍聖、海軍協会副支部長であり、1890年に起こったエルトゥールル号遭難事件の生存者をオスマン帝国に送るために派遣された戦艦比叡の元乗組員であった幸田銈太郎の3人が参列した。
落成式ではアグルジがモスクの扉を開き、シャムグニが金曜礼拝を行った。その後、午後2時から東区社会館という施設において祝賀会が開催された。祝賀会ではシャムグニによるスピーチが行われ、名古屋モスクのイマームとなったキルキーが名古屋在住タタール人コミュニティの歴史を、建設委員長であったハミドリンが建設の援助者に感謝を述べた。また、日本人ムスリムであった有賀文八郎がイスラームの略史を、幸田銈太郎が日本とトルコの関係を述べ、祝賀会は午後8時に閉会した。
落成式に配布された冊子にモスク建設の経緯も記されていた。以下がその文である（一部省略）。
| ｢私共は私共の故鄕トルコタタールがソヴェート露西亞の管轄に屬し信敎の自由を失ひ壓制政府の下に苦汁を味わはねばならぬ事になつたので此壓迫より逃れんとして獨立を計り革命運動を起したが裏切り者が出でゝ幹部の人士は殆んど全部捕れて死刑に處せられた。之を知つた我々は一切の財産を放棄して逃げて滿州に來り轉じて日本に移り此名古屋市に定住することになつたのが今より十一年前である。（中略） 我々は此名古屋に僅かに十家族五十二人の少數でありますが何とかしてイスラム敎會を建設して之を共同禮拜所となし合せて子女の普通敎育機關にしたいと思ふて資金を集めましたが到底目的を達成する𠀋けの金が出來ない。依つて日本及滿 州に住する同信徒より寄附を仰ぎ叉日本人の篤志家に援助を請ひて茲に目的を貫徹して名古屋イスラム敎院を建設することが出來たのであります。（後略）｣ |
| —名古屋イスラム敎會建設の由来 |

### 焼失
名古屋モスクの活動に関する資料は不十分であるが、金曜礼拝とイードが行われていたことが明らかになっている。1942年4月28日には名古屋モスクで預言者生誕祭が祝われ、およそ30人が出席した。
太平洋戦争末期の1945年5月14日、名古屋モスクはB29の空襲によって焼失した。土地は冊子にモスク建設委員長として名前があげられているハミドリンが直接隣家の日本人と交渉して売却された。名古屋在住のタタール人は1人を除いて全員が神戸に移住しており、焼失したモスクが再建されることはなかった。

## 建築
名古屋モスクはおよそ40平方メートルの土地に建てられた木造モルタル2階建ての建物だった。道路から石段を二段ほど上がったところが入口で、1階が礼拝所、モスクの2階には天神山で設立された「イスラム學校」が移転して運営されていた。